# توماچلر
توماچلر روستایی در دهستان قزل‌آلان بخش گلدشت شهرستان گمیشان استان گلستان ایران است.

## جمعیت
بر پایه سرشماری عمومی نفوس و مسکن در سال ۱۳۹۵ جمعیت این مکان ۷۳۷ نفر (۱۹۹خانوار) بوده‌است.